# Sun Oulu
Sun Volley Oulu – fiński męski klub siatkarski z Oulu. Założony został w 2009 roku po tym, jak gmina Kempele odmówiła dalszej współpracy z zespołem Kempeleen Lentopallon.
W swoim pierwszym sezonie zdobył mistrzostwo Finlandii i Puchar Finlandii.

## Rozgrywki międzynarodowe
| Sezon     | Rozgrywki  | Osiągnięcie |
| --------- | ---------- | ----------- |
| 2010/2011 | Puchar CEV |             |

## Medale, tytuły, trofea
- Mistrzostwa Finlandii:
  -  2010
- Puchar Finlandii:
  -  2010

## Kadra w sezonie 2009/2010
- Pierwszy trener:  Sami Kurttila

| Nr | Imię i nazwisko        | Data ur. | Wzrost | Pozycja      |
| -- | ---------------------- | -------- | ------ | ------------ |
| 1  | Eemi Tervaportti       | 1989     | 193    | rozgrywający |
| 2  | Petteri Parkkisenniemi | 1984     | 190    | rozgrywający |
| 3  | Juha Aho               | 1981     | 191    | środkowy     |
| 4  | Anssi Hakala           | 1984     | 186    | przyjmujący  |
| 5  | Juha Savela            | 1989     | 185    | przyjmujący  |
| 6  | Danial Levent          | 1986     | 193    | przyjmujący  |
| 7  | Teppo Heikkilä         | 1983     | 187    | przyjmujący  |
| 8  | Ville Sorvoja          | 1990     | 194    | atakujący    |
| 9  | Antti Malinen          | 1978     | 194    | środkowy     |
| 10 | Janne Kokko            | 1984     | 181    | przyjmujący  |
| 11 | Juho Rajala            | 1985     | 181    | libero       |
| 12 | Janne Kangaskokko      | 1983     | 194    | środkowy     |
| 13 | Marko Aho              | 1977     | 198    | atakujący    |